# 강원명진학교
강원명진학교는 강원특별자치도 춘천시 우두동에 있는 사립 특수학교이다. 시각장애 학생을 위한 특수교육기관으로 유치부, 초등부, 중학부, 고등부, 이료재활, 전공과를 두고 있다.

## 연혁
- 1954년 : 강원맹아원 설립
- 1956년 : 춘천맹아원으로 변경
- 1962년 : 강원맹학교로 변경
- 1988년 : 강원명진학교로 변경